# Еда Островська
Еда Островська (пол. Eda Ostrowska, правильно: Едварда Островська, * 9 серпня 1959 року в Славатичах) — польська поетеса та письменниця.

## Біографія
Закінчила І Загальноосвітний ліцей імені Тадея Костюшка у Володаві в 1978 році, де робила перші літератирні спроби під керівництвом свого вчителя Юзефа Ферта. У 1978–1983 рр. навчалася бібліотечної справи на УМКС у Люблині. Декілька років працювала бібліотекаркою. Еда Островська живе у Люблині, одружена.

## Публікації
- «Ludzie, symbole i chore kwiaty», Lublin 1981, Wydawnictwo Lubelskie (вірші і листи)
- «Oto stoję przed tobą w deszczu ciała», Warszawa 1983, Iskry) (поетична проза)
- «Smugi pieprzu», Warszawa 1983, Iskry (вірші)
- «Tajemnica I bolesna», Warszawa 1987, Czytelnik (вірші)
- «Małmazja», Katowice 1988, Śląsk (вірші)
- «Letycja u miecznika», Rzeszów 1990, Krajowa Agencja Wydawnicza (вірші)
- «Psalmy», Lublin 1990, Norbertinum (вірші)
- «Krew proroków (na twoich rękach)», Lublin 1994, Norbertinum (вірші)
- «Parszywe nasienie Abrahama», Lublin 1996, Norbertinum (вірші)
- «Światłem być», Lublin 2000, Norbertinum (вірші)
- «Nie znałam Chrysta. Wybór poezji», Lublin 2003, Norbertinum (вірші)
- «Baranek zabity, Dedykacje», Lublin 2006, Norbertinum (ліричні мініатури)
- «Wierszownik, Kraków 2007», Miniatura (вірші)
- «Śmiech i łaska», Warszawa 2010, Ludowa Spółdzielnia Wydawnicza (вірші)
- «Dojrzałość piersi i pieśni», Lublin 2011, Ośrodek "Brama Grodzka-Teatr NN

## Нагороди
Багаторазова лауреатка Премії імені Юзефа Чеховича у Люблині за збірки віршів: 
- «Люди, символи і хворі квіти» та «Смуги перцю» (1984 — премія ІІІ ступеня);
- «Таємниця I болюча» та «Малмазія» (1989 — премія ІІІ ступеня);
- «Псалми» (1991 премія ІІ ступеня).

Лауреатка Премії Молодого Мистецтва імені Станіслава Виспянського другого ступеня за «Малмазію» (1989)
Лауреатка I премії у IX Загальнонаціональному літературному конкурсі імені Едварда Стахури (1995).

## Про Еду Островську
- Józef Fert: Bez cenzury (O poezji Edy Ostrowskiej) — «Akcent» 1991, номер 4 (46), с. 97 — 111
- Krzysztof Lisowski: Poezja «skandalicznie osobista» -« Nowe Książki» 1988, номер 7 — 8, с. 85 — 86, fot.
- Józef F. Fert: My poeci — my głupcy (Nad Wyborem poezji Edy Ostrowskiej) — «Akcent» 2004, номер1/2 , с. 188–194
- Słownik pisarzy polskich — Kraków 2003, с. 378
- Krzysztof Lisowski: Obrócona w stronę obłoków -«Nowe Książki» 2010, номер 6 с. 68 — 69
- Edyta Sołtys: Edy Ostrowskiej drogi do religijności — «Pamiętnik Literacki» 2010, t. CI, z. 1, с. 91 — 123

## Літературні посилання
- Про збірку «Nie znałam Chrysta» [Архівовано 8 травня 2022 у Wayback Machine.]
- Józef Fert про збірку «Nie znałam Chrysta»
- Remigiusz Grzela про присвяти поетеси[недоступне посилання з липня 2019]
- Edyta Sołtys про збірку «Baranek zabity»
- «Ja z nieba jastrząb», «Niecodziennik Biblioteczny» [Архівовано 7 лютого 2016 у Wayback Machine.]
- Edyta Sołtys: Релігійні стежки поезії Edy Ostrowskiej (англійською)[недоступне посилання з липня 2019]

1. 1 2 3  Чеська національна авторитетна база даних